# Биндернхајм
Биндернхајм (фр. Bindernheim) насеље је и општина у источној Француској у региону Алзас, у департману Доња Рајна која припада префектури Селестат Ерштајн.
По подацима из 2011. године у општини је живело 940 становника, а густина насељености је износила 141,99 становника/km². Општина се простире на површини од 6,62 km². Налази се на средњој надморској висини од 160 метара (максималној 166 m, а минималној 161 m).

## Демографија
| 1962. | 1968. | 1975. | 1982. | 1990. | 1999. | 2011. |
| ----- | ----- | ----- | ----- | ----- | ----- | ----- |
| 684   | 708   | 720   | 707   | 690   | 750   | 940   |

График промене броја становника у току последњих година